# Бородатый настоящий бюльбюль

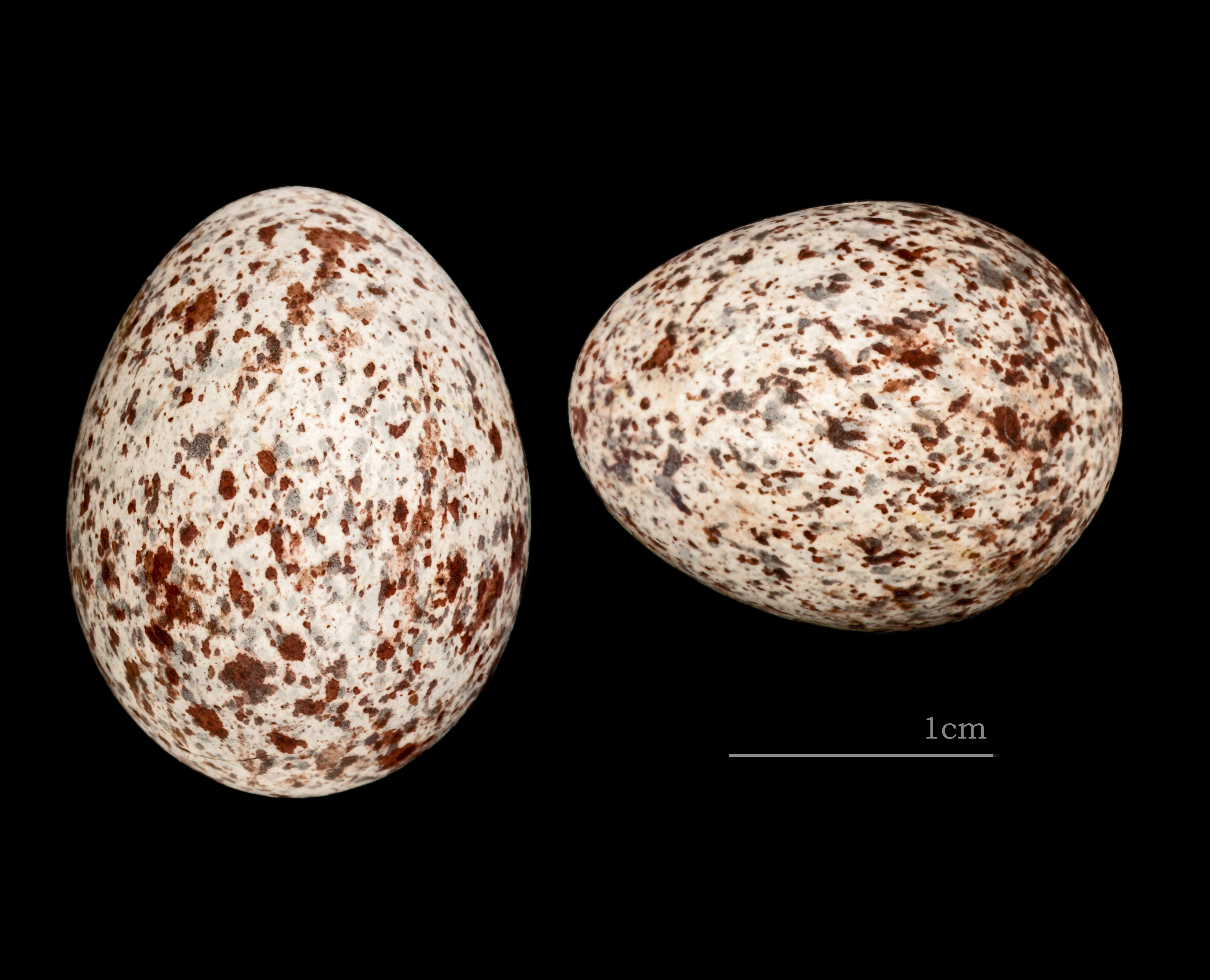
Pycnonotus barbatus barbatus

Бородатый настоящий бюльбюль (лат. Pycnonotus barbatus) — вид певчих птиц семейства бюльбюлевых. Встречается по всей территории Африки. 
Бородатый бюльбюль — птица длиной 18 см, с длинным хвостом. Голова, грудка, а также крылья и спинка тёмно-коричневого цвета.
Этот вид встречается повсюду, за исключением густых лесов и безлесных пространств. Гнездятся в кроне дерева или в кустах, самка откладывает два-три яйца. Легко приспосабливающаяся к изменениям в окружении, очень смелая птица; нередко селится и живёт рядом с человеком.
Орнитологи различают пять подвидов бородатого бюльбюля:
- P. b. barbatus (Desfontaines, 1789). Марокко, Тунис;
- P. b. inornatus (Fraser, 1843). Юг Мавритании и Сенегала, запад Чада и север Камеруна;
- P. b. gabonensis Sharpe, 1871. Центральная Нигерия и Камерун, Габон, юг Конго;
- P. b. arsinoe (Lichtenstein, MHC, 1823). Восток Чад, север и центр Судана, восток Египта;
- P. b. schoanus Neumann, 1905. Юго-восток Судана, Эфиопия, Эритрея.